# Fotolaborant
Fotolaborant oder Photolaborant ist ein staatlich anerkannter Ausbildungsberuf in Deutschland, Österreich und der Schweiz.
Im Gegensatz zu den handwerklich-gestalterisch ausgebildeten Fotografen widmen sich Fotolaboranten speziell den technischen Aufgaben der Fotografie und der Foto- und Medientechnik.

## Ausbildung

### Deutschland
Die Ausbildung dauerte zwei Jahre und wurde in Industrie und Handwerk angeboten. Der Ausbildungsberuf ist seit 1. August 2013 aufgehoben
und in den Beruf Mediengestalter Digital und Print der Fachrichtung Gestaltung und Technik integriert.

### Schweiz
Fotolaborant (EFZ) war in der Schweiz eine Berufliche Grundbildung. Die Ausbildung dauerte drei Jahre. Die angebotenen Fachrichtungen waren Schwarzweiß-Fachlabor und Farbfachlabor.

## Geschichte
Mit der raschen Entwicklung der Fototechnik sind im Laufe des 20. Jahrhunderts neben dem klassischen Lichtbildner andere Fotoberufe und hochtechnisierte Fachbetriebe entstanden. Der frühere Beruf Photograph mit Schwerpunkt Photolabortechnik erfüllte ähnliche Aufgaben.

## Berufsbeschreibung
Je nach Ausrichtung und Größe des Betriebes erstellen, bearbeiten und gestalten Fotolaboranten Bilder und fotografische Produkte jeglicher Art.

### Technische Fotografie und Labortechnik
Fotolaboranten fertigen technische Aufnahmen an, Vergrößerungen und Verkleinerungen, Reproduktionen, Bilder auf Mikrofilm, Bild- und Textmontagen, restaurieren und retuschieren Bilder auf Film und Papier und bearbeiten Bild und Ton mit audiovisuellen Medien. Mit Hilfe von hochentwickelten Maschinen und Apparaten wird nur noch selten im Dunkeln gearbeitet. Durch die stetige Weiterentwicklung der Digitaltechnik wird zunehmend mit dem Computer gearbeitet.

### Fototechnische Untersuchungsverfahren
Zu den weiteren Aufgaben gehören die chemische Analyse fotografischer Bäder und Lösungen und Untersuchung von fotografischen Materialien mit Hilfe des Densitometers. In Anwendung der Sensitometrie bestimmen sie Eigenschaften, vor allem die Lichtempfindlichkeit von fotografischen Materialien. In der Densitometrie bestimmen sie die optische Dichte von Proben, die Gradation und das Entwicklungsverhalten von Filmen bzw. des Reflexionswertes von Fotopapieren.

### Fotolaborhelfer
Fotolaborhelfer entlasten Fotolaboranten bei ihrer Arbeit. Zu ihren Aufgaben gehört das Sortieren der Aufträge, das Laden von Papier- und Filmkassetten, das An- und Abnehmen der Kassetten von den Cutter-, Kopier- und Entwicklungsmaschinen und das Fertigmachen der Aufträge.

## Berufsausübung

### Fachbetriebe, öffentlicher Dienst, Forschungseinrichtungen und Wirtschaft
In speziellen Fachbetrieben, Fotoabteilungen der Wirtschaft und öffentlichen Einrichtungen werden Einzelaufträge wie Sonderentwicklungen, Ausschnitt-, Fachvergrößerungen sowie technische Aufnahmen, Mikrofilme und Mikroskopaufnahmen erstellt. Hier wird auch noch handwerklich (manchmal bei Rotlicht, schwachem Gelb-Grünlicht oder im Dunkeln) gearbeitet.
Um lichtempfindliche Fotomaterialien wie Platten, Filme oder Fotopapiere bearbeiten zu können, bedienen sich Fotolaboranten spezieller Laborbeleuchtung, wie der auf das Fotomaterial unwirksamen Natriumdampfleuchten und den Infrarot-Brillen.
Mithilfe der Reproduktionsfotografie erstellen sie mit großformatigen Reprokameras Duplikate von originalen Aufsichts- und Durchsichtsvorlagen wie z. B. Kartographien, Gemälden, Zeichnungen und Schriften. Des Weiteren werden hochwertigen Duplikate, Internegative und Zwischenpositive erstellt.

### Fototechnische Kopieranstalten und Filmkopierwerke
Im industriellen Fotobetrieb, wo Filme und Bilder maschinell, abgeschirmt vom Tageslicht bearbeitet werden, überwachen und steuern sie die fototechnischen Kopier- und Entwicklungsprozesse, überprüfen die Regeneration der chemischen Bäder. Um die Produktion immer auf dem optimalen Niveau zu halten, untersuchen und verändern sie die einzelnen fotochemischen Lösungen. Zu ihren Aufgaben gehört auch der chemische Ansatz, wo aus Rohchemikalien fotochemische Bäder zubereitet werden.
Im Filmkopierwerk, wo von aktuellen Filmproduktionen tägliche Musterkopien für den künftigen Film angefertigt werden, arbeiten spezialisierte Laboranten als Filmlichtbestimmer und stehen dem Kameramann beratend zur Seite.
Die Feinarbeit der Filmmontage, -reparatur und weiterer Behandlungen kommen hinzu. Bei der Betreuung von künstlerischen Projekten kommt es gelegentlich zu Verfremdungen und Aufbau von Text- und Titelvorlagen sowie Trickaufnahmen.

### Auswahl von Spezialisierungberufen
- Filmlaborant
- Farblaborant
- Negativcutter
- Prüfer
- Laborant in der Sensitometrie
- Colorist
- Filmlichtbestimmer

## Berufsaussichten
Zur Nachfrage nach Absolventen des Ausbildungsberufs „Fotolaborant“ stellt das Portal „ratgeber-umschulung.de“ fest:

„Das Berufsbild Fotolaborant/-in hat mittelmäßige Zukunftsaussichten. In erster Linie liegt dies an der wachsenden Bedeutung der digitalen Fotografie, die nur einen kleinen Teil des Tätigkeitsfeldes eines/einer Fotolaboranten/-in darstellt. Bessere Chancen auf eine zukünftige Anstellung haben dagegen Mediengestalter Digital & Print. Bis 2013 war dieser Beruf unter der Bezeichnung Fotomedienlaborant/-in bekannt. Hier liegt der Schwerpunkt der Arbeit in der digitalen Bearbeitung und Auswertung von Bildern, aber auch das klassische Laborhandwerk ist Teil der Ausbildung.
Die Zukunft der Fotografie wird sich mit hoher Wahrscheinlichkeit in den kommenden Jahren und Jahrzehnten immer mehr auf den digitalen Bereich verlagern, sodass die Kenntnisse Fotolaboranten/-innen auf Dauer nicht mehr ausreichen werden bzw. eine entsprechender [sic] Weiterbildung oder aufbauende Ausbildung erforderlich wird.“

### Deutschland
- Fotolaborant im Berufenet der Bundesagentur für Arbeit

### Schweiz
- http://www.sbfi.admin.ch/bvz/grundbildung/index.html?detail=1&typ=EFZ&item=326&lang=de
- http://berufsberatung.ch/dyn/1199.aspx?id=7937